# Журнал экспериментальной и теоретической физики
«Журнал экспериментальной и теоретической физики» (ЖЭТФ; англ. Journal of Experimental and Theoretical Physics — JETP) — один из старейших и наиболее авторитетных советских и российских научных журналов по физике. ЖЭТФ публикует статьи, которые вносят существенный вклад в одну из областей физики и представляют интерес для широкой физической аудитории.
Входит в Список научных журналов ВАК Минобрнауки России.

## История журнала
Начал издаваться в 1931 году вместо физической части «Журнала Русского физико-химического общества» Академией наук СССР. Сейчас учредителями журнала являются Российская академия наук и Институт физических проблем им. П. Л. Капицы РАН. Редакцию журнала в разные годы возглавляли академики А. Ф. Иоффе и Л. И. Мандельштам (1931—1939), С. И. Вавилов (1939—1951), Н. Н. Андреев (1951—1955), П. Л. Капица (1955—1984), А. С. Боровик-Романов (1984—1997), А. Ф. Андреев (1997—2022). С 2022 года главным редактором является академик РАН А. И. Смирнов. Выходит 12 раз в год (2 тома, включающие 6 номеров).
Для ускорения выхода в свет информации о научных открытиях вместо раздела «Письма в редакцию» с 1965 начал выпускаться отдельный журнал «Письма в ЖЭТФ» (2 тома в год, в каждом томе 12 выпусков). С 1956 года ЖЭТФ переиздаётся в США на английском языке.
Входит в список научных журналов ВАК Минобрнауки России.
ISSN:
- 0044-4510 (русская версия);
- ISSN PRINT: 1063-7761 (английская версия);
- ISSN ONLINE: 1090-6509 (онлайн-версия).

## Редколлегия

### Главный редактор
Александр Иванович Смирнов —  академик РАН.

### Члены редколлегии и редакционного совета
- Е. И. Кац, доктор физико-математических наук, заместитель главного редактора, представительство ЖЭТФ во Франции
- С. В. Троицкий, член-корреспондент РАН, заместитель главного редактора
- И. А. Фомин, член-корреспондент РАН, заместитель главного редактора
- И. Г. Зубарев, доктор физико-математических наук
- Э. В. Девятов, доктор физико-математических наук
- С. С. Сосин, кандидат физико-математических наук
- В. П. Крайнов, доктор физико-математических наук
- Ю. С. Бараш,  доктор физико-математических наук
- А. В. Филлипов,  доктор физико-математических наук
- В. В. Лебедев, член-корреспондент РАН
- В. С. Попов, доктор физико-математических наук
- М. В. Садовский, академик РАН
- С. О. Алексеев,  доктор физико-математических наук
- А. С. Мельников,  доктор физико-математических наук
- М. С. Пширков,  доктор физико-математических наук